# تاریخ نوشته‌های جغرافیایی در جهان اسلام
تاریخ نوشته‌های جغرافیایی در جهان اسلام کتابی از ایگناتی یولیانوویچ کراچگوفسکی با ترجمهٔ ابوالقاسم پاینده است که در سال ۱۳۷۹ منتشر و در مراسم کتاب سال جمهوری اسلامی ایران به‌عنوان کتاب برگزیده معرفی شد.